# Grodzisko (województwo podkarpackie)
Grodzisko – wieś w Polsce położona w województwie podkarpackim, w powiecie strzyżowskim, w gminie Strzyżów. Leży nad potokiem Różanka, lewobrzeżnym dopływem Wisłoka.
| SIMC    | Nazwa | Rodzaj    |
| ------- | ----- | --------- |
| 0663054 | Budy  | część wsi |
| 0663060 | Dół   | część wsi |
| 0663077 | Góra  | część wsi |

Było wsią klasztoru cystersów koprzywnickich w województwie sandomierskim w ostatniej ćwierci XVI wieku.
W latach 1954–1961 wieś należała do gromady Tropie, po jej zniesieniu, należała i była siedzibą władz gromady Grodzisko. W latach 1975–1998 miejscowość administracyjnie należała do województwa rzeszowskiego.
Miejscowość jest siedzibą parafii Niepokalanego serca NMP i św. Stanisława Kostki, należącej do dekanatu Strzyżów, diecezji rzeszowskiej.
We wsi jest stadion sportowy, na którym rozgrywane są mecze Parafialnego Klubu Sportowego Sokól Grodzisko. W sezonie 2024/2025 klub gra w klasie B w grupie Rzeszów II – Strzyżów.

## Urodzeni w Grodzisku
- Ks. Jan Szetela (1912-1994) – kapłan diecezji przemyskiej, proboszcz parafii w Nowym Mieście, w 1945 r. jako jeden z nielicznych księży rzymskokatolickich pozostał na terenach wcielonych do ZSRR, w 1950 r. aresztowany przez NKWD, w latach 1951–1955 więzień sowieckiego łagru i przymusowy robotnik w kopalni w Karagandzie w Kazachstanie[10].